# 현제훈
현제훈(玄濟勳, 1969년 9월 1일 ~ 2024년 5월 10일)은 대한민국의 언론인이며, 제주MBC 전 보도국장을 역임하였다.

## 주요 이력
1969년 제주에서 태어났고, 제주에서 성장한 그는 제주MBC(1996년 1월 2일 입사) 입사해 취재기자업무를 12년 3개월 동안 수행했다. 이후 2008년 3월 4일 전국언론노동조합 문화방송본부 제주지부 7대 노조위원장을 역임한 뒤 2012년 보도팀장, 2018년 보도제작국장, 2019년 보도국장 겸 편집부장 등을 맡으며 도내 공정한 보도를 위해 노력해 왔다. 2021년 루게릭병 진단을 받은 뒤 투병 생활을 해오다 2024년 5월 10일 향년 54세를 일기로 별세했다.

## 경력
- 1996년 1월 2일 제주MBC 보도국 기자 입사
- 제주MBC 사회부 기자
- 제주MBC 보도팀장
- 제주MBC 보도국장
- 제주MBC 노조위원장

## 관련 기사
- 제주CBS 고상현 기자. "사람냄새 진한 동료"…현제훈 전 제주MBC 보도국장 별세. 한국기자협회. 2024년 5월 10일.
- 제주MBC 지건보 아나운서. 제주MBC 현제훈 기자 별세‥향년 54세. MBC 뉴스데스크 제주. 2024년 5월 10일.
- 제주MBC 지건보 아나운서. 故 현제훈 기자 영결식 제주MBC에서 열려. MBC 뉴스데스크 제주. 2024년 5월 13일.